# Evangelisches Pfarramt (Buckau)

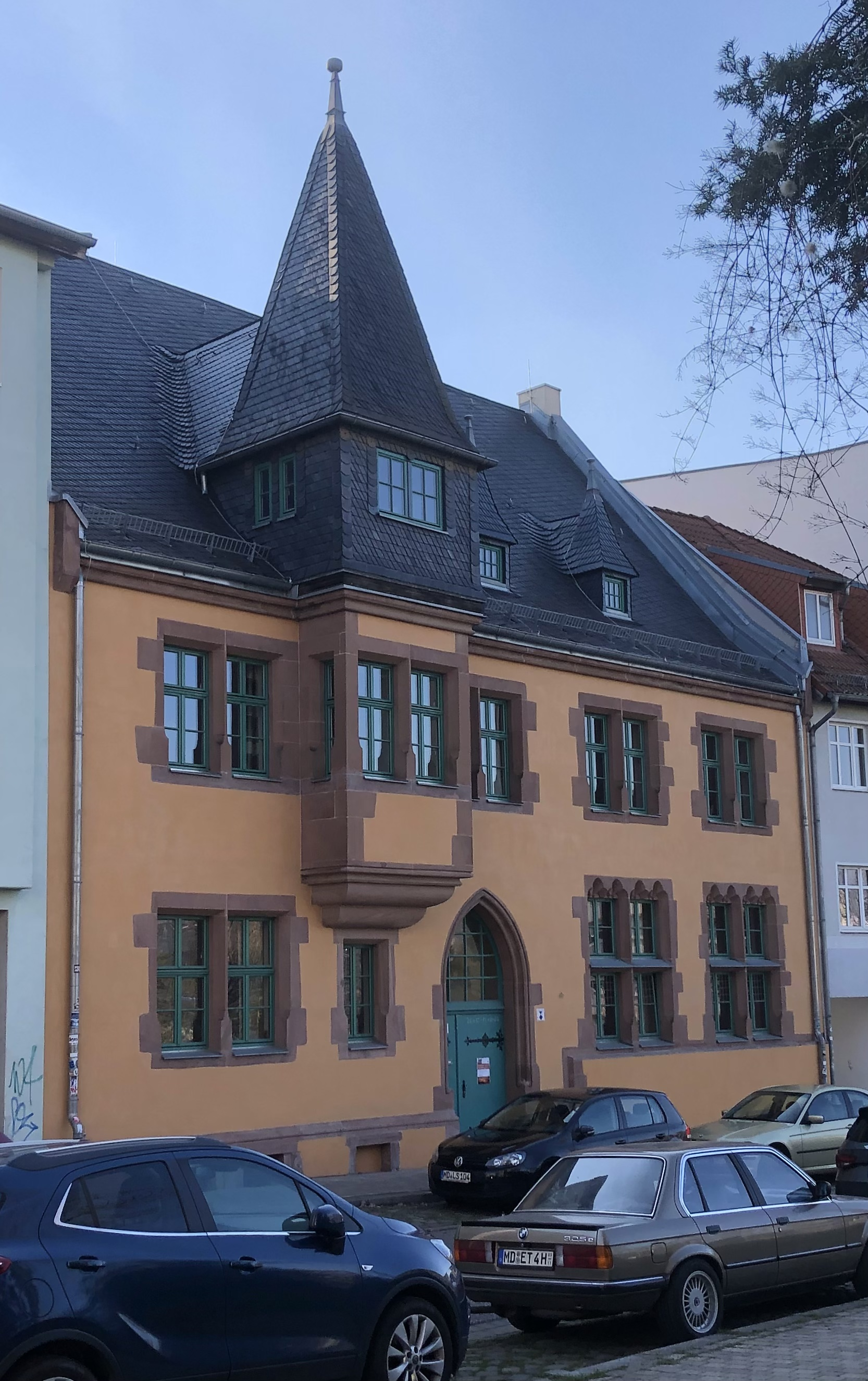
Pfarramt im Jahr 2022

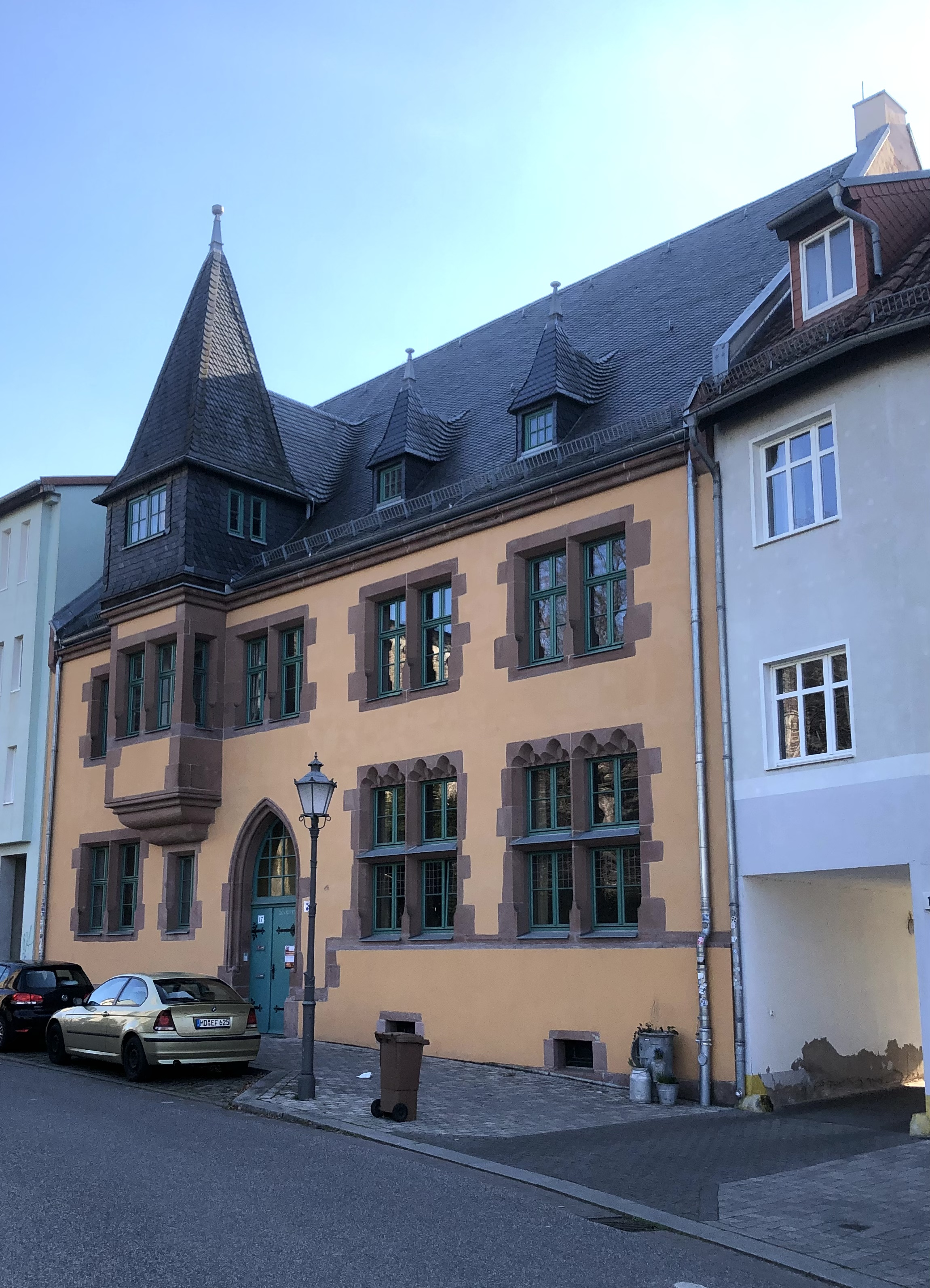
Blick von Norden

Das Evangelische Pfarramt ist ein denkmalgeschütztes Pfarrhaus in Magdeburg in Sachsen-Anhalt.
Es dient als Gemeindehaus der Sankt-Gertrauden-Gemeinde und Pfarrhaus für das Kirchspiel Magdeburg-Südost des Kirchenkreises Magdeburg der Evangelische Kirche in Mitteldeutschland.

## Lage
Das Pfarrhaus steht traufständig auf der westlichen Seite der Schönebecker Straße im Magdeburger Stadtteil Buckau an der Adresse Schönebecker Straße 17. Südöstlich auf der gegenüberliegenden Straßenseite befindet sich die Sankt-Gertrauden-Kirche.

## Architektur und Geschichte
Das zweigeschossige Haus entstand in den Jahren 1902/1903 als Diakonatsgebäude nach Plänen des Kreisbauinspektors Hermann Harms im Stil der Neogotik. Der verputzte Bau ist repräsentativ gestaltet. Markant ist ein vor dem Obergeschoss der linken Gebäudehälfte befindlicher zweigeschossiger Turmerker, der in einen spitzen Turmhelm ausläuft. An seinem oberen Geschoss ist der Turm schwarz verschiefert. Die Fassade ist mit Werksteinen gegliedert und roten Elementen aus Sandstein verziert. Im Erdgeschoss ist sie achtachsig, im Obergeschoss zehnachsig angelegt. Die Fensteröffnungen sind jeweils paarweise angeordnet. Oberhalb der Erdgeschossfenster auf der rechten Seite befinden sich kleine Dreipassbögen. Bedeckt ist das Haus von einem Satteldach. 
Im örtlichen Denkmalverzeichnis ist die Villa unter der Erfassungsnummer 094 17857 als Baudenkmal verzeichnet.
Das in Anlehnung an Profanbauten des Mittelalters gestaltete Gebäude ist städtebaulich als markanter Beginn des Buckauer Engpasses von besonderer Bedeutung. 